# Lasaia agesilas
Lasaia agesilas är en fjärilsart som beskrevs av Pierre André Latreille 1805. Lasaia agesilas ingår i släktet Lasaia och familjen Riodinidae. Inga underarter finns listade i Catalogue of Life.